# بولينا شوفالوفا

بولينا شوفالوفا هي لاعبة شطرنج روسية ولدت في 12 مارس 2001.

## روابط خارجية
- بولينا شوفالوفا على موقع الاتحاد الدولي للشطرنج (الإنجليزية)
- بولينا شوفالوفا على موقع مباريات الشطرنج (الإنجليزية)
- بولينا شوفالوفا على موقع 365Chess.com (الإنجليزية)
- بولينا شوفالوفا على موقع Chesstempo.com (الإنجليزية)